# Francis Hofstein
Francis Hofstein (9 oktober 1937) is een Franse psychoanalyticus en blues- en jazzauteur.

## Biografie
Hofstein heeft een dokterstitel in de geneeskunde en bezocht het conservatorium. Hij was een aanhanger van Freud en, later, Jacques Lacan en was medeoprichter van de Fédération des ateliers de psychanalyse en het tijdschrift L’Ordinaire du psychanalyste (1973–1978). Van 1980 tot 1997 practiceerde hij in Hôpital Henri Rousselle à Sainte Anne.
Hofstein was tevens een amateur-drummer en schreef een serie artikelen voor Jazz Magazine (bijvoorbeeld over B.B. King), Soul Bag en Revue d’Esthétique. Hofstein richtte het jaarlijks verschijnende tijdschrift L’art du jazz op en schreef boeken over blues en jazz, zoals Au Miroir du Jazz, Oakland Blues, James Pichette et le Jazz, Jazz-Suite pour Sacha, Blue Moon en een biografie over Muddy Waters. Ferner schreef verder een artikel over blues voor het Dictionnaire du jazz en bijdragen voor het Dictionnaire du Blues. Voor zijn boek Le Rhythm and Blues (1991) kreeg Hofstein in 1992 de Prix Langston Hughes van de Académie du Jazz. Hofstein woont in Parijs.

## Publicaties
- Au miroir du jazz. Paris: Éditions de la Pierre, 1985
- Oakland blues. photographies de Michelle Vignes, Paris: Marval, 1990
- Le Rhythm and Blues. Paris: Presses Universitaires de France, (Reihe Que sais-je ?), 1991
- Francis Hofstein & Sacha Chimkevitch (Ill.): Jazz – suite pour Sacha. Peris: Ed. Fragments, 1995
- Blue Moon. Paris, Cahier d’Art Actuel, 1996
- Muddy Waters. Arles: Actes Sud, 1996
- Le Poison de la dépendence, Paris, Ed. de Seuil, 2000
- L’Art du Jazz. Paris: Éditions du Félin, 2009, ISBN 978-2-86645-712-9.
- Jean Coulot: Jazz me blues, préface de Lydia Harambourg, textes de Jean-Louis Ferrier, Claude-Michel Cluny, Jean Lescure, Jacques Chessex, Francis Hofstein et Daniel Huguenin, Paris, Éditions Altamira, 2004.
- Le Jeu incessant de Daniel Humair. textes de Jacques Bouzerand, Gilles de Montauzon, Michel Bohbot, Catherine Beloeil, Francis Hofstein, ISBN 978-2-7521-0096-2.